# 嘉木样·洛桑久美·图丹却吉尼玛
嘉木样·洛桑久美·图丹却吉尼玛（藏語：བློ་བཟང་འཇིགས་མེད་ཐུབ་བསྟན་ཆོས་ཀྱི་ཉི་མ་，威利转写：blo bzang 'jigs med thub bstan chos kyi nyi ma；1948年4月—），男，藏族，青海刚察人，第六世嘉木样活佛。

## 生平
1952年，坐床成为甘肃省夏河县拉卜楞寺嘉木样活佛。1957年任甘肃省佛教协会会长。1961年起，兼任甘肃省青年联合会副主席。1962年起，兼任中国佛教协会副会长。1966年“文化大革命”爆发后，他到夏河县农林工作站工作。1975年8月，他到中国人民政治协商会议甘肃省委员会学习班学习。此后他担任了一系列社会职务：
1977年12月起，担任中国佛教协会副会长，中华全国青年联合会副主席，甘肃省佛教协会会长，中国人民政治协商会议甘肃省委员会常务委员。1980年12月，兼任甘肃省佛学院院长。1995年3月至1998年3月，兼任第八届全国政协委员会民族宗教委员会副主任。2003年3月至2008年3月，任第十届全国人民代表大会常务委员会委员、全国人大内务司法委员会副主任委员，中国藏语系高级佛学院院长、中国佛教协会副会长，甘肃省人民代表大会常务委员会副主任、甘肃省佛教协会会长、甘肃省佛学院院长。
他是第五、六、七、八届全国政协常务委员。1998年3月，第九届全国人大第一次会议上，他当选全国人民代表大会常务委员会委员，之后连任十、十一、十二届全国人大常委会委员。自1990年3月9日起，被增选为第七届甘肃省人民代表大会常务委员会副主任后连任至今。